# Pewex

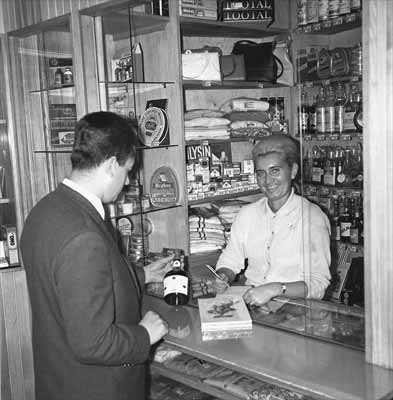
Kiosk dewizowy w hotelu „Continental” Orbis w Szczecinie (1966)

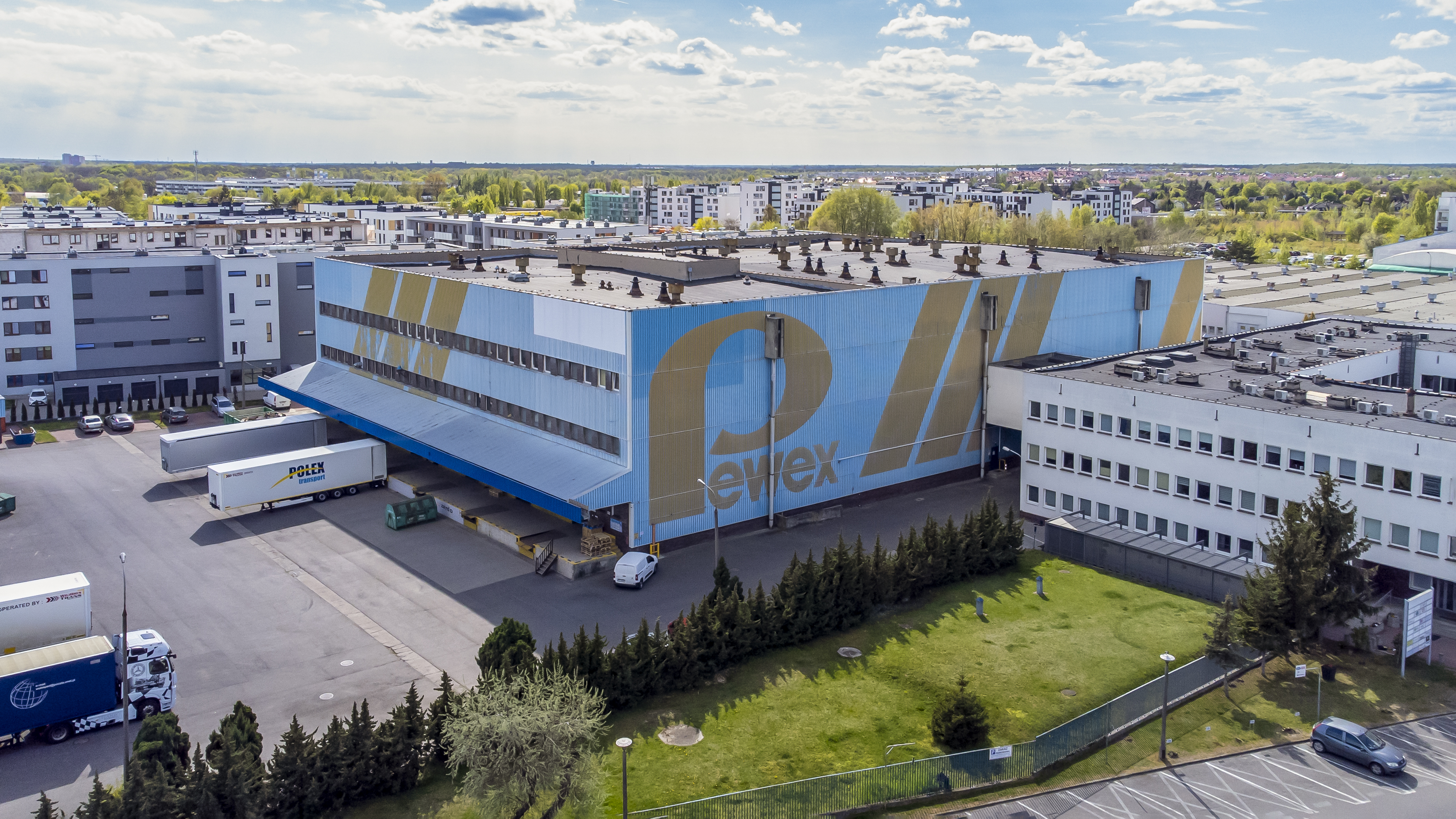
Hala „Pewexu” na Podolanach w Poznaniu

Pewex, Przedsiębiorstwo Eksportu Wewnętrznego „Pewex” – przedsiębiorstwo państwowe z siedzibą w Warszawie, prowadzące sieć sklepów i kiosków walutowych w PRL. Powstało ono w 1972 z przekształcenia sklepów dewizowych banku PeKaO, w których można było kupić za waluty wymienialne towary niedostępne w innych sklepach lub trudno dostępne, zarówno importowane, jak i krajowe. Z tego powodu marka „Pewex” (której brzmienie wywodzi się od skrótu Przedsiębiorstwo Eksportu Wewnętrznego) była w czasach PRL synonimem towarów luksusowych.

## Działalność
Działalność Pewexu miała charakter tzw. eksportu wewnętrznego. Odbywała się także w ramach tzw. systemu duty free – sprzedaż towarów nie była obciążona ani cłem, ani też obowiązującym w tym czasie podatkiem obrotowym, co oznaczało bardzo niski poziom cen w porównaniu z cenami istniejącymi w obszarze wolnorynkowym (ale nie z cenami w Polsce). Główną przesłanką istnienia sklepów Peweksu były niewymienialność złotego oraz brak wolnego rynku. Celem przedsiębiorstwa był skup walut wymienialnych od obywateli przez państwo. W przypadku sprzedaży produktów importowanych zysk państwa brał się z marży handlowej, która mogła być wysoka w warunkach monopolu, natomiast w przypadku produktów krajowych państwo uzyskiwało w ten sposób dewizy, co było prostsze od eksportu towarów do państw strefy wolnorynkowej. Pewex działał w oparciu o zezwolenie wydane przez Ministra Finansów.
Ceny w Pewexie ustalane były w oparciu o dolara amerykańskiego. Kasy przyjmowały wszystkie waluty wymienialne oraz bony towarowe PeKaO, natomiast do 1990 roku nie akceptowano polskich złotych. W roku 1990, od momentu wprowadzenia swojej wymienialności, złoty trafił na listę akceptowanych walut, zaś 1 stycznia 1991 stał się jedynym środkiem płatniczym.
Oficjalnie zakupy w Pewexie co najmniej w sporym stopniu opierane były na nielegalnym pozyskaniu dewiz (podobnie jak skup złota w PRL-u miał za zadanie odzyskać nielegalnie przetrzymane/wwiezione do kraju złoto), nielegalnym według prawa uchwalonego przez ten sam system, który Pewex stworzył. Ustawa z 28 października 1950 r. zakazywała nie tylko handlu dewizami i kruszcami, ale wręcz ich posiadania. Zniesiony w listopadzie 1956 r. zakaz posiadania dewiz, złota i platyny nie oznaczał oficjalnie przyzwolenia na swobodny obrót (de facto Pewex miał wielokrotnie większy obrót niż limity na wymiany czy legalne wwiezienie do kraju, dodatkowo nie kontrolowano dat na banknotach dolarowych), nie był on jednak tak zwalczany jak wcześniej.

## Historia

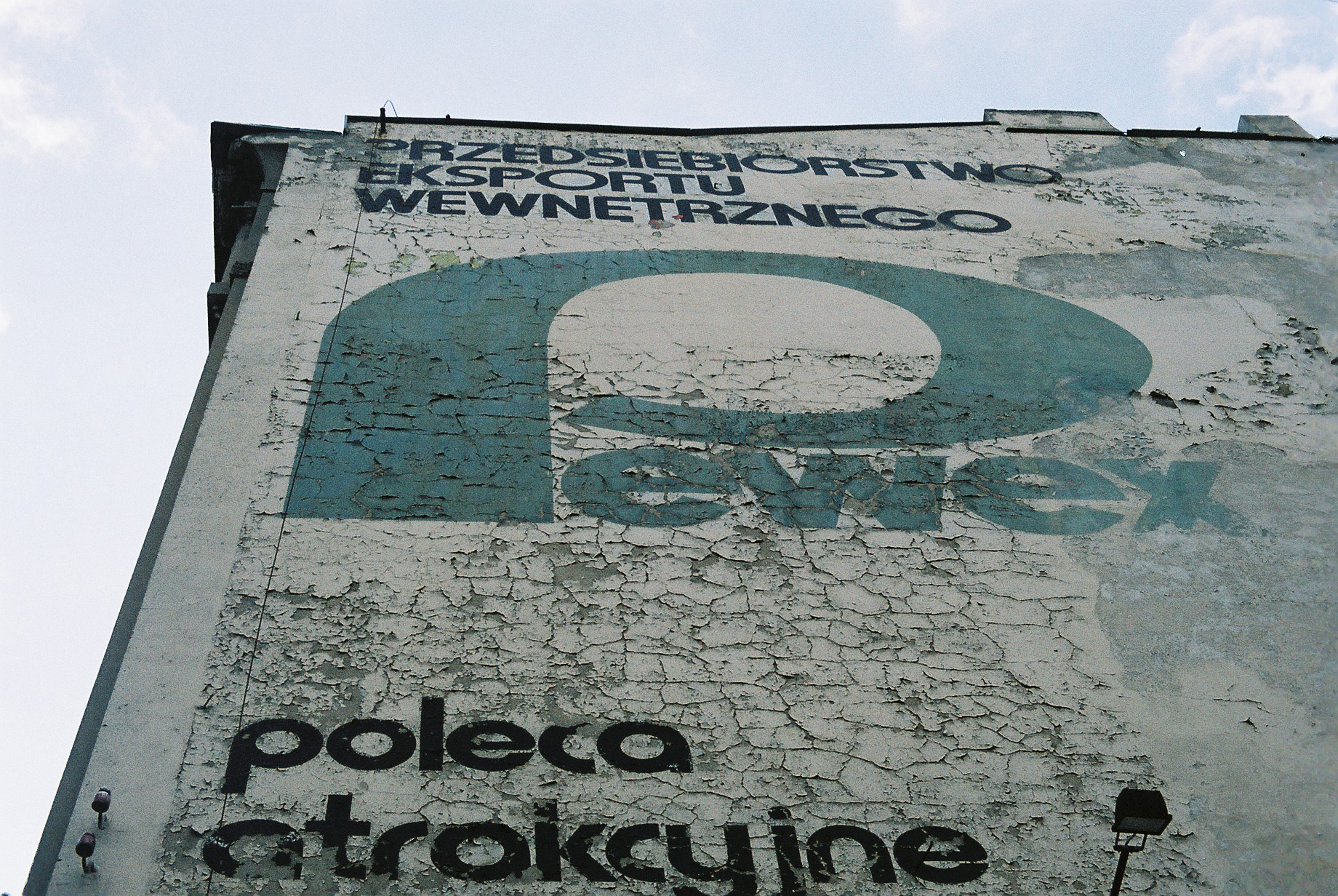
Reklama „Pewexu” w Łodzi

W drugiej połowie lat 80. dyrektorem Pewexu był oficer wywiadu PRL – Marian Zacharski.
Pod koniec roku 1989 Pewex miał 840 sklepów.
Sklepy walutowe utraciły rację bytu w momencie cofnięcia im specjalnego zezwolenia Ministra Finansów, wprowadzenia ceł i podatków na oferowane produkty oraz wprowadzenia wymienialności złotówki. Pewex nie był w stanie dostosować się do działania w warunkach otwartej konkurencji i zaczął powoli podupadać, rosło jego zadłużenie. W 1993 roku złożono pierwszy wniosek o ogłoszenie upadłości przedsiębiorstwa. Ten i kolejne wnioski zostały jednak oddalone. W roku 1995 zadłużenie przedsiębiorstwa sięgnęło 183 mln zł. W 1996 roku miała miejsce ugoda bankowa. Przedsiębiorstwo zostało przekształcone w spółkę, a część wierzytelności zamieniono na akcje. Głównym akcjonariuszem Pewexu została francuska firma Concorde Investissement.
W 1997 ponad 150 sklepów działających jeszcze pod szyldem Pewexu zostało przejętych przez Concorde Investissement, zaś Pewex zajął się zarządzaniem nieruchomościami jako Towarzystwo Handlu i Nieruchomości Pewex SA. W 2003 roku doszło do fuzji THiN Pewex i Concorde Investissement, co usunęło markę Pewex z polskiego rynku. W grudniu 2013 marka została reaktywowana przez Monster Media Group (to m.in. właściciel serwisu Demotywatory.pl).

## Asortyment
W Pewexie sprzedawano zarówno towary zagraniczne, jak i krajowe, takie jak:
- odzież (m.in. dżinsy),
- tkaniny, firanki, włóczki,
- artykuły spożywcze (od słodyczy i kawy, poprzez colę, a na trwale zakonserwowanych wyrobach mięsnych kończąc, w tym polskiej szynce eksportowej),
- alkohole,
- kosmetyki,
- zabawki (w tym np. klocki Lego i samochody Matchbox),
- sprzęt sportowy,
- artykuły RTV i gospodarstwa domowego,
- mikrokomputery marki Atari i Commodore,
- samochody,
- artykuły motoryzacyjne (oleje silnikowe, opony),
- materiały budowlane,
- elektronarzędzia,
- papier toaletowy.

Oferowane towary krajowe zazwyczaj były wyższej jakości, niż te przeznaczane do otwartej sprzedaży i w zasadzie nie były w niej dostępne lub ich podaż dla otwartej sprzedaży była niewielka.

## Znaczenie w kulturze

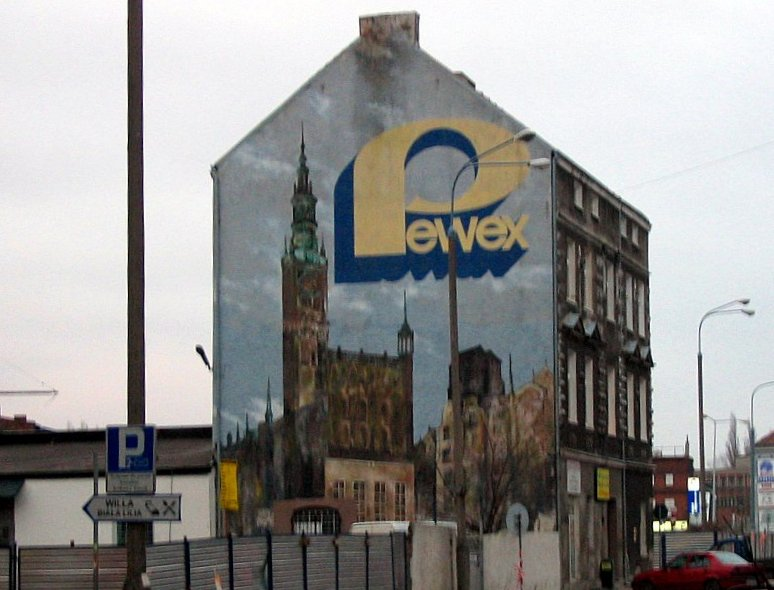
Reklama Pewexu w Gdańsku

Sklepy Peweksu obrastały swoistą subkulturą tzw. cinkciarzy (od ang. change cash) oferujących nielegalną sprzedaż lub kupno walut wymienialnych i bonów dewizowych po kursie czarnorynkowym. Środowisko to było spenetrowane przez aparat bezpieczeństwa PRL (SB), czym należy tłumaczyć rzadkie interwencje milicji w ten proceder.

## Sklepy walutowe
Podobną siecią sklepów jak Pewex była „Baltona”. W niej również można było kupować za waluty obce, lecz wyłącznie po spełnieniu odpowiednich warunków (np. dłuższy służbowy pobyt za granicą). Zasady te zmieniono w 1987 roku i sklepy stały się dostępne dla wszystkich posiadających waluty wymienialne i bony dewizowe.
W 1988 roku w woj. katowickim Przedsiębiorstwo Zaopatrzenia Górniczego utworzyło sieć sklepów Carbon, działającą na identycznych zasadach co Pewex i oferującą zbliżony asortyment.
W 1989 roku Kombinat Rolno-Przemysłowy „Igloopol” w Dębicy również otworzył swój sklep dewizowy pn. Igloopex.
Sklepy dewizowe działające na podobnych zasadach jak sklepy Pewexu działały we wszystkich państwach tzw. obozu socjalistycznego, na przykład w Czechosłowacji nazywały się Tuzex, w NRD – Intershop, w Rumunii – Comturist, a w Bułgarii – Corecom. W ZSRR ich nazwy były odmienne w każdej z republik. W RFSRR ich nazwa od 1964 brzmiała Bieriozka. Wcześniej, w latach 1931–1936, w ZSRR działały sklepy walutowe pod nazwą Torgsin.
W 2013 roku grupa medialna z Trójmiasta wykupiła prawa do nazwy i logo Pewexu, otwierając pod tradycyjnym szyldem e-sklep, utrzymany w estetyce nawiązującej do klimatów PRL-u, oferujący markowe produkty, nawiązujące do oferty dawnej sieci sklepów. Także we Włoszech działa sieć supermarketów o nazwie Pewex, wykorzystująca logo sklepów z okresu PRL.